# Skok o tyči

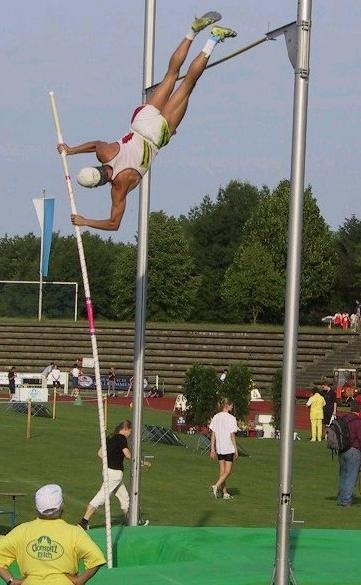
Skok o tyči

Skok o tyči je sportovní odvětví řazené do lehké atletiky. Cílem je překonání vodorovně umístěné laťky s pomocí dlouhé tyče: jedná se v podstatě o upravenou gymnastickou disciplínu, kdy atlet (gymnasta) po rozběhu opře tyč do skříňky v zemi pod laťkou (atleti jí říkají „šuplík“), tyč se následně ohne a atlet, který se drží druhého konce tyče, je vymrštěn do výšky, kde musí překonat laťku, aniž by ji shodil. Poté dopadne do měkkého doskočiště. Tyč může být vyrobena z libovolného materiálu, jakékoli délky (obvykle měří od 3,3 do 5,2 m) i průřezu a musí mít hladký povrch. Atleti mají na každé výšce tři pokusy, ale po prvním nezdařeném si další mohou ušetřit na další postupnou výšku, ale na ni mají pouze dva pokusy.

## Historie
Skok o tyči byl v antickém světě používán v běžném životě. Starověcí Kréťané pomocí tyče naskakovali saltem na býky, Nomádi na koně a Keltové začali tyč používat ke skokům do dálky.
První dochované výsledky závodu pocházejí z 23. března 1866, kdy John Wheler v Londýně skočil 305 cm. V tu dobu bylo ještě povoleno šplhání a přehmatávání na tyči, čehož využívali především Japonci.
Revoluce přišla v roce 1889 kdy byla vydána první pravidla skoku o tyči a jedním z pravidel byl i zákaz šplhání a přehmatávání na tyči. V tu dobu se skákalo na dřevěných tyčích s kovovým bodcem, které měřily okolo 4 m a vážily přibližně 7 kg.
Druhé olympijské hry se konaly v roce 1900 v Paříži, které vyhrál výkonem 330 cm Irving Baxter.
První světový rekord s hodnotou 369 cm byl vytvořen již na bambusové tyči v roce 1908 a jeho držitelem byl Alfred Gilbert.
Na Letních olympijských hrách v roce 1924 konaných opět v Paříži se k zasunutí tyče začal používat dřevěný šuplík. Králem těchto olympijských her a celé éry „bambusu“ se stal Cornelius Warmerdam, který světový rekord posunul až na 477 cm v roce 1942.
Hliníková tyč se začala používat již v roce 1943, ale až roku 1957 dokázal Bob Gutowsky překonat Warmerdamův rekord o 1 centimetr. Nový rekord na sebe ovšem nenechal dlouho čekat a hned o rok později se na tyči ze sklolaminátu o rekord postaral George Davis výkonem 483 cm.
Jako první člověk světa se přes hranici 5 metrů přenesl Pentti Nikula, ale za první oficiální pětimetrový výkon je považován až o půl roku později skočený skok Briana Sternberga z 27. dubna 1963 na otevřeném hřišti ve Philadelphii.
Hranice šesti metrů byla překonána roku 1985 v Paříži legendárním ukrajinským "carem tyčkou" Sergejem Bubkou, který za svou kariéru nasbíral neuvěřitelných 35 světových rekordů. Halový byl o centimetr lepší než venkovní a měl hodnotu 615 cm. Dne 15. února 2014 jej překonal Francouz Renaud Lavillenie výkonem 616 cm. Dne 8. února 2020 ho překonal Švéd Armand Duplantis výkonem 617 cm. O týden později pak stejný atlet tento svůj nový světový rekord o další centimetr vylepšil. Dne 7. března 2022 vylepšil Armand Duplantis halový světový rekord o další centimetr. Dne 24. července 2022 pak Švéd na MS v Eugene světový rekord ještě posunul na hodnotu 621 cm.

## Mužská soutěž
Největšími fenomény světové tyčky jsou pravděpodobně Cornelius Warmerdam, Bob Richards a nám nejvíce známý Sergej Bubka, který jako první tyčkař překonal hranici 6 metrů.
Mezi českými tyčkaři v současnosti vyčnívají svými výkony Michal Balner, Štěpán Janáček, Jan Kudlička a Adam Ptáček. Nejlepším nynějším světovým tyčkařem je Švéd Armand Duplantis, držitel světového rekordu.

## Ženská soutěž
Ženská tyčka je relativně nová disciplína, která se na pořadí mistrovství světa dostala až v roce 1999. Mezi ženami se již v roce 1995 uplatnila bývalá gymnastka Daniela Bártová a zapsala se do historie jako první tyčkařka, která překonala hranici 420 cm. Dalšími velkými jmény ženské tyčky byly Emma Georgeová, Stacy Dragilaová, Světlana Feofanovová a na začátku 21. století se fenoménem ženské tyčky stala Jelena Isinbajevová.
Ale ani české tyčkařky nestojí v bitvách o tituly opodál. Již zmíněná Daniela Bártová je devítinásobnou světovou rekordmankou a vicemistryní Evropy. Mistryní světa v této disciplíně z roku 2001 je Pavla Hamáčková-Rybová, která se i po narození syna v roce 2009 stále skoku o tyči věnuje. Držitelkou českého rekordu byla šest let Kateřina Baďurová, výkonem 476 cm ji překonala v září 2013 Jiřina Svobodová, svěřenkyně Františka Ptáčníka a Nikolaje Goroškova.

### Současní světoví rekordmani

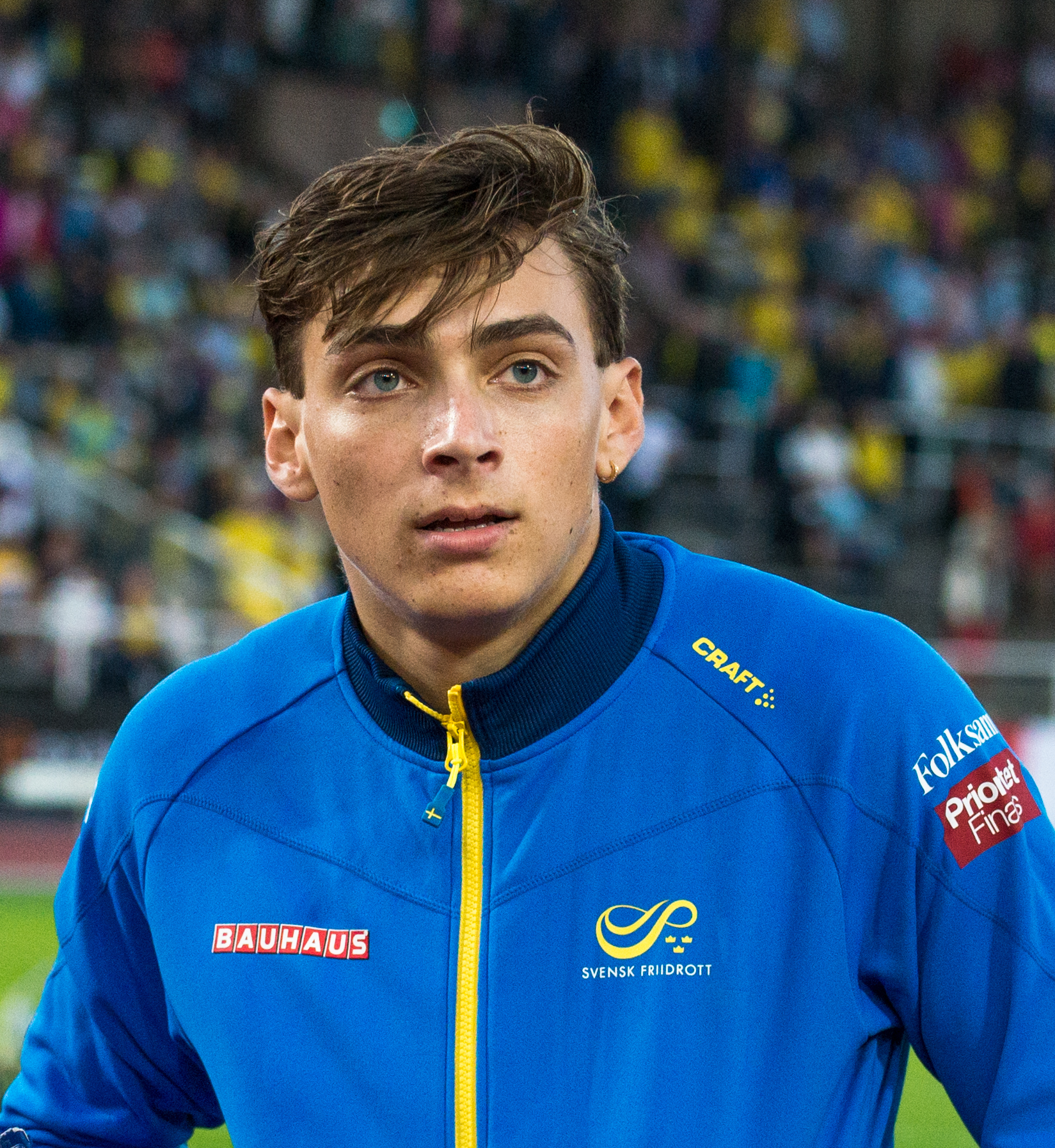
Muži – Armand Duplantis 629 cm
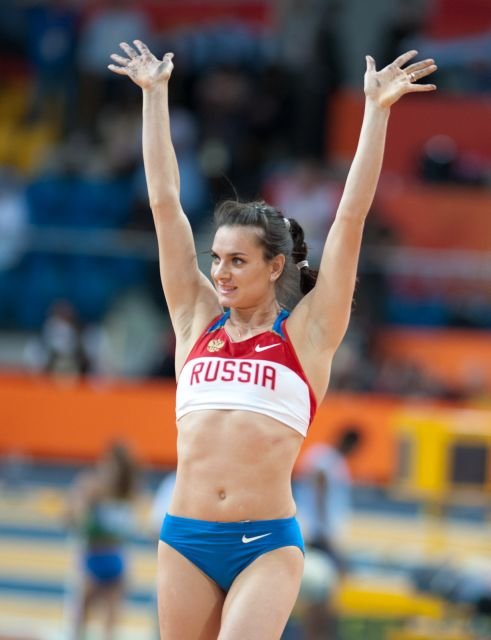
Ženy – Jelena Isinbajevová 506 cm

## Současné rekordy – dráha
| Muži              |            |                  |         |          |               |
| Rekord            | Výkon (cm) | Atlet            | Stát    | Město    | Datum rekordu |
| Světový rekord    | 629        | Armand Duplantis | Švédsko | Budapešť | 13.08.2025    |
| Olympijský rekord | 625        | Armand Duplantis | Švédsko | Paříž    | 5. 8. 2024    |
| Rekord MS         | 621        | Armand Duplantis | Švédsko | Eugene   | 24. 7. 2022   |
| Český rekord      | 583        | Jan Kudlička     | Česko   | Praha    | 22. 6. 2016   |

| Ženy              |            |                     |       |          |               |
| Rekord            | Výkon (cm) | Atletka             | Stát  | Město    | Datum rekordu |
| Světový rekord    | 506        | Jelena Isinbajevová | Rusko | Curych   | 28. 8. 2009   |
| Olympijský rekord | 505        | Jelena Isinbajevová | Rusko | Peking   | 18. 8. 2008   |
| Rekord MS         | 501        | Jelena Isinbajevová | Rusko | Helsinky | 12. 8. 2005   |
| Český rekord      | 480        | Amálie Švábíková    | Česko | Paříž    | 7. 8. 2024    |

## Současné rekordy podle kontinentů
| Rekord                            | Kategorie | Výkon (cm) | Atlet                | Stát                  | Město                 | Datum       |
| --------------------------------- | --------- | ---------- | -------------------- | --------------------- | --------------------- | ----------- |
| Evropa                            | Muži      | 629        | Armand Duplantis     | Švédsko               | Budapešť              | 13.08.2025  |
| Evropa                            | Ženy      | 506        | Jelena Isinbajevová  | Rusko                 | Curych                | 28. 8. 2009 |
| Afrika                            | Muži      | 603        | Okkert Brits         | Jihoafrická republika | Kolín nad Rýnem       | 18. 8. 1995 |
| Afrika                            | Ženy      | 442        | Elmarie Gerryts      | Jihoafrická republika | Wesel                 | 12. 6. 2000 |
| Asie                              | Muži      | 600        | Ernest John Obiena   | Filipíny              | Bergen                | 10. 6. 2023 |
| Asie                              | Ženy      | 472        | Ling Li              | Čína                  | Šanghaj               | 18. 5. 2019 |
| Severní a střední Amerika         | Muži      | 607        | KC Lightfoot         | USA                   | Nashville             | 2. 6. 2023  |
| Severní a střední Amerika         | Ženy      | 500        | Sandi Morrisová      | USA                   | Brusel                | 9. 9. 2016  |
| Jižní Amerika                     | Muži      | 603        | Thiago Braz da Silva | Brazílie              | Rio de Janeiro        | 15. 8. 2016 |
| Jižní Amerika                     | Ženy      | 487        | Fabiana Murerová     | Brazílie              | Sao Bernardo do Campo | 3. 6. 2016  |
| Oceánie                           | Muži      | 606        | Steven Hooker        | Austrálie             | Boston                | 16. 7. 2006 |
| Oceánie                           | Ženy      | 494        | Eliza McCartneyová   | Nový Zéland           | Jockgrim              | 17. 7. 2018 |
| Muži na iaaf.org Ženy na iaaf.org |           |            |                      |                       |                       |             |

## Top 10 výkonů

### Ženy – dráha
| Pořadí           | Výkon (cm) | Atletka               | Místo      | Datum       |
| ---------------- | ---------- | --------------------- | ---------- | ----------- |
| 1.               | 506        | Jelena Isinbajevová   | Curych     | 28. 8. 2009 |
| 2.               | 501        | Anželika Sidorovová   | Curych     | 9. 9. 2021  |
| 3.               | 500        | Sandi Morrisová       | Brusel     | 9. 9. 2016  |
| 4.               | 495        | Katie Nageotteová     | Eugene     | 26. 6. 2021 |
| 5.               | 494        | Eliza McCartneyová    | Jockgrim   | 17. 7. 2018 |
| 6.               | 493        | Jennifer Suhrová      | Austin     | 14. 4. 2018 |
| 7.               | 491        | Katerina Stefanidiová | Londýn     | 6. 8. 2017  |
| 7.               | 491        | Yarisley Silvaová     | Beckum     | 2. 8. 2015  |
| 9.               | 490        | Holly Bradshawová     | Manchester | 26. 6. 2021 |
| 10.              | 488        | Světlana Feofanovová  | Heráklion  | 4. 7. 2004  |
| Ženy na iaaf.org |            |                       |            |             |

### Muži – dráha
| Pořadí           | Výkon (cm) | Atlet                | Místo           | Datum       |
| ---------------- | ---------- | -------------------- | --------------- | ----------- |
| 1.               | 629        | Armand Duplantis     | Budapešť        | 13.08.2025  |
| 2.               | 614        | Sergej Bubka         | Sestriere       | 31. 7. 1994 |
| 3.               | 607        | KC Lightfoot         | Nashville       | 2. 6. 2023  |
| 4.               | 606        | Sam Kendricks        | Des Moines      | 27. 7. 2019 |
| 5.               | 605        | Maxim Tarasov        | Athény          | 16. 6. 1999 |
| 5.               | 605        | Dmitri Markov        | Edmonton        | 9. 8. 2001  |
| 5.               | 605        | Renaud Lavillenie    | Eugene          | 30. 5. 2015 |
| 8.               | 604        | Brad Walker          | Eugene          | 8. 6. 2008  |
| 9.               | 603        | Okkert Brits         | Kolín nad Rýnem | 18. 8. 1995 |
| 10.              | 603        | Jeff Hartwig         | Jonesboro       | 14. 6. 2000 |
| 10.              | 603        | Thiago Braz da Silva | Rio de Janeiro  | 15. 8. 2016 |
| Muži na iaaf.org |            |                      |                 |             |

### Současní světoví rekordmani v hale

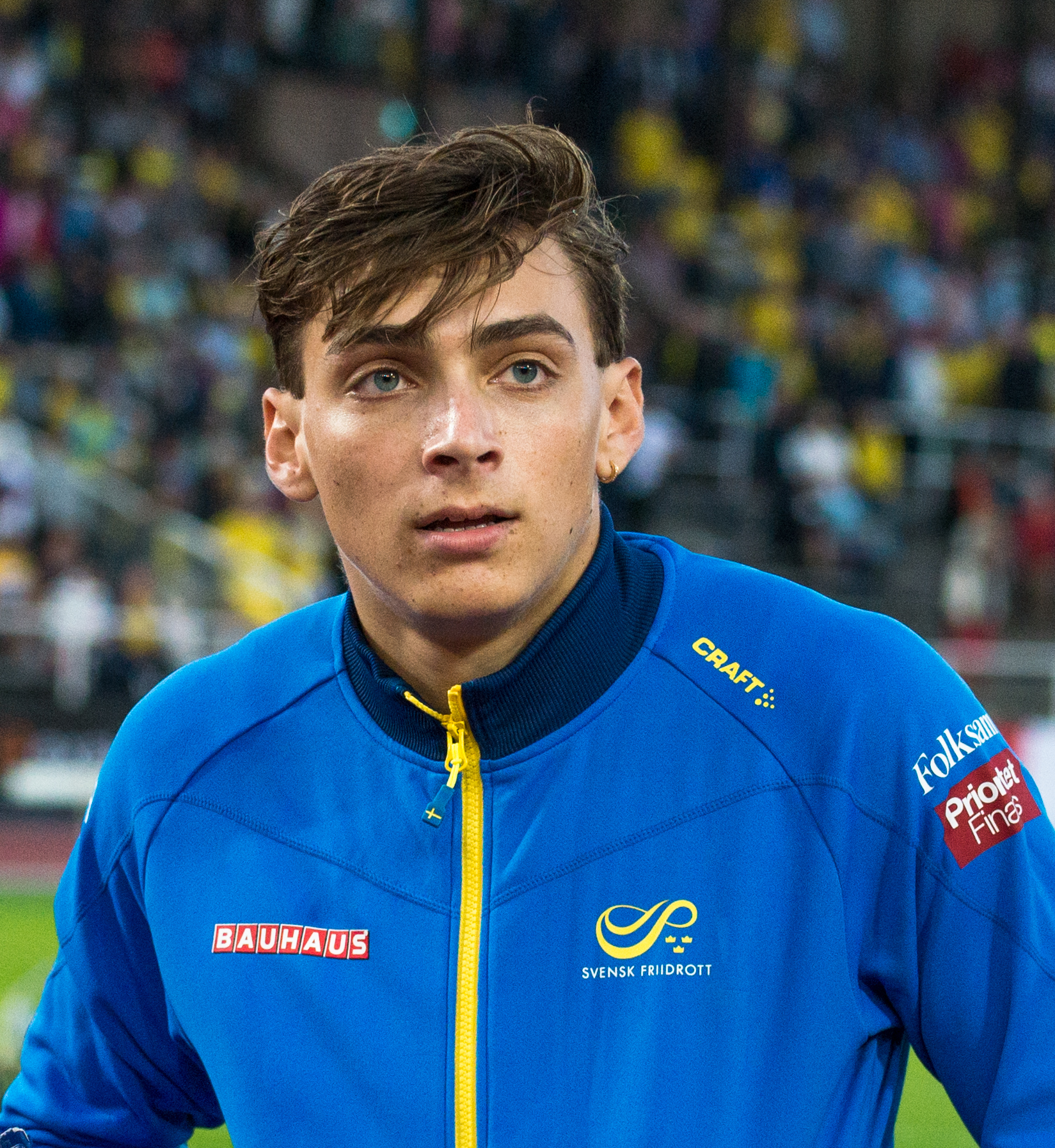
Muži - Armand Duplantis 622 cm
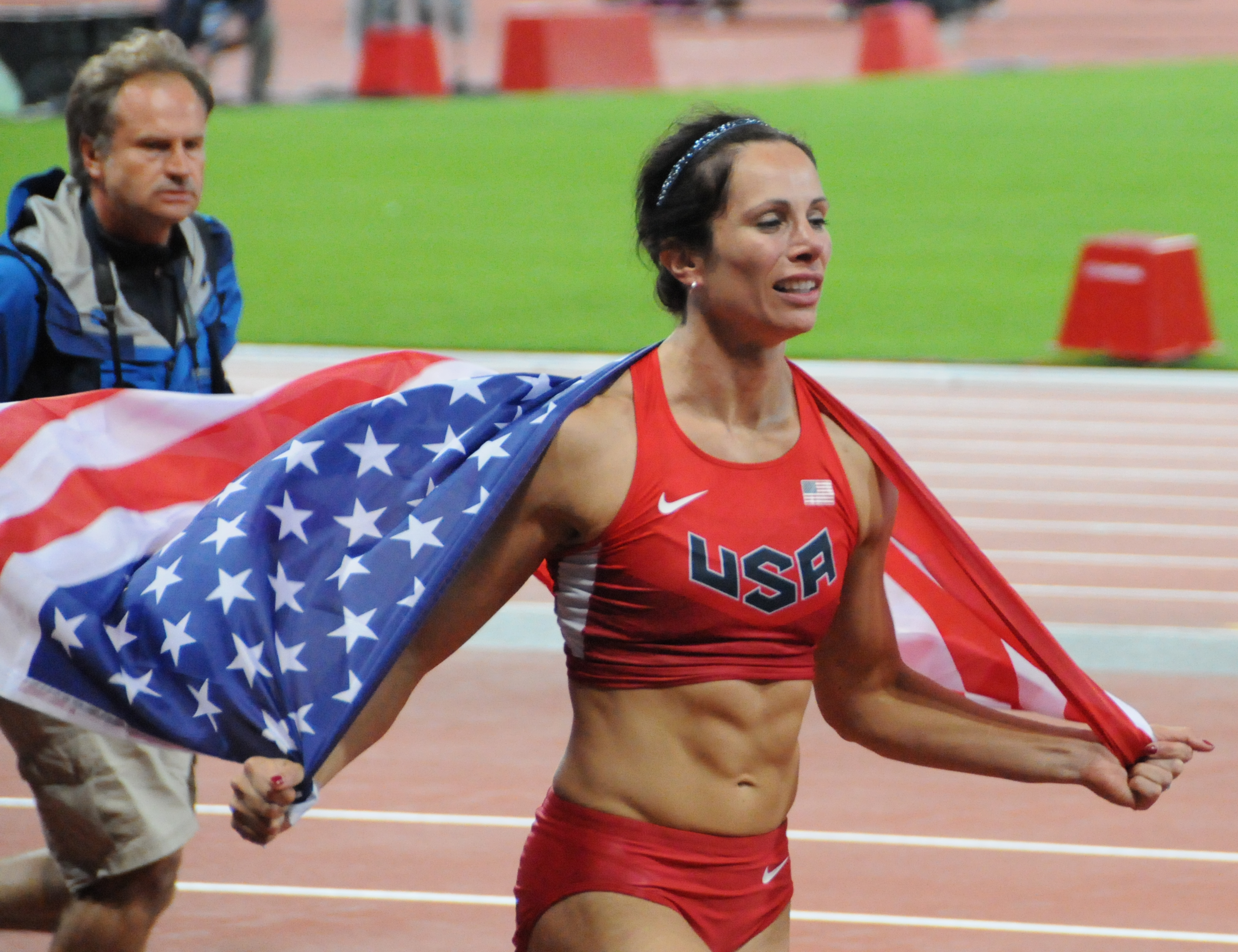
Ženy - Jennifer Suhrová 502 cm

## Současné rekordy – hala
| Muži             |            |                  |         |                  |               |
| Rekord           | Výkon (cm) | Atlet            | Stát    | Město            | Datum rekordu |
| Světový rekord   | 622        | Armand Duplantis | Švédsko | Clermont-Ferrand | 25. 2. 2023   |
| Evropský rekord  | 622        | Armand Duplantis | Švédsko | Clermont-Ferrand | 25. 2. 2023   |
| Rekord MS        | 622        | Armand Duplantis | Švédsko | Clermont-Ferrand | 25. 2. 2023   |
| Český rekord     | 582        | Michal Balner    | Česko   | Baku             | 24. 6. 2015   |
| Muži na iaaf.org |            |                  |         |                  |               |

| Ženy             |            |                     |       |             |               |
| Rekord           | Výkon (cm) | Atletka             | Stát  | Město       | Datum rekordu |
| Světový rekord   | 502        | Jennifer Suhrová    | USA   | Albuquerque | 3. 3. 2013    |
| Evropský rekord  | 501        | Jelena Isinbajevová | Rusko | Stockholm   | 23. 2. 2012   |
| Rekord MS        | 495        | Sandi Morrisová     | USA   | Birmingham  | 3. 3. 2018    |
| Český rekord     | 472        | Amálie Švábíková    | Česko | Ostrava     | 18. 2. 2023   |
| Ženy na iaaf.org |            |                     |       |             |               |